# Henriette d'Autriche-Teschen
Henriette d'Autriche-Teschen, née à Presbourg en Autriche-Hongrie — aujourd'hui Bratislava en Slovaquie — le 10 janvier 1883, et morte à Mariazell, Autriche, le 2 septembre 1956, est une archiduchesse d'Autriche, devenue par mariage, en 1908, princesse de Hohenlohe-Schillingsfürst.

## Biographie

### Famille
Troisième fille et troisième des neuf enfants de l'archiduc Frédéric de Teschen (1856-1936) et de son épouse la princesse Isabelle de Croÿ (1856-1931), Henriette d'Autriche-Teschen naît à Bratislava, ou Preßburg en allemand le 10 janvier 1883,. Jusqu'en 1905, ses parents, qui eurent huit filles et un fils unique (Albert) vivaient principalement au  Palais Grassalkovich à  Preßburg, passant la majeure partie de l'été dans l'un de leurs nombreux domaines. Henriette est également le premier enfant du couple à naître dans ce palais.

### Mariage et descendance

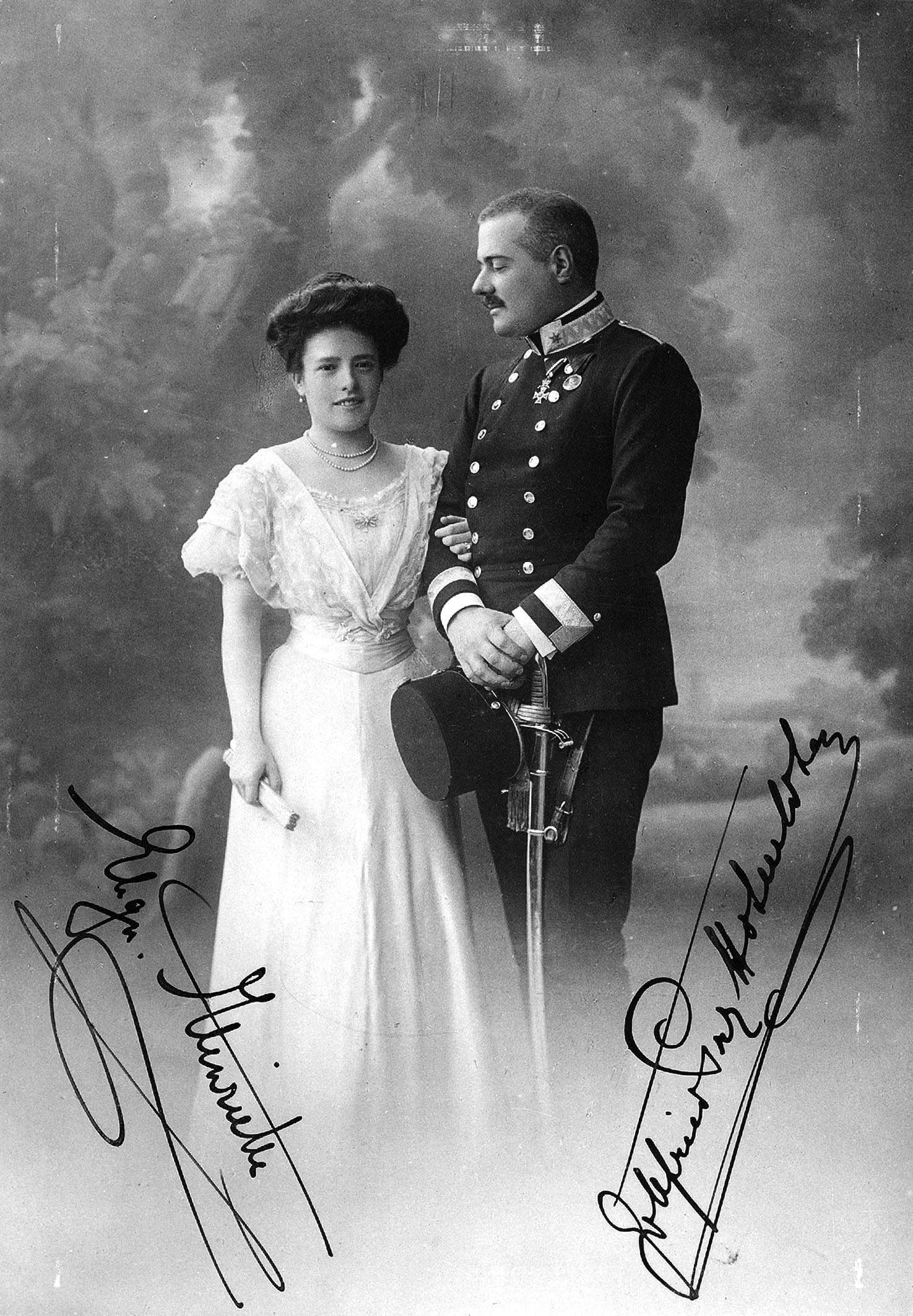
Henriette d'Autriche-Teschen et Gottfried de Hohenlohe-Schillingsfürst en 1908.

L'archiduchesse Isabelle espérait qu'une de ses nombreuses filles épouserait le Kronprinz François-Ferdinand En effet le prince lui rendit souvent visite. Quand l'archiduchesse comprit qu'en fait son cousin s'était éprit d'une des dames d'honneur, elle cria au scandale. L'archiduc mit un point d'honneur à réparer le tort qu'il avait fait à la femme qu'il aimait et au grand scandale de la cour imposa un mariage morganatique qui envenima ses relations avec l'empereur, créa un précédent qui humiliait autant le souverain que son héritier et à terme lui fut fatal.
Le 3 juin 1908, l'archiduchesse Henriette épouse à Baden le prince Gottfried de Hohenlohe-Schillingsfürst (né à Vienne le 8 novembre 1867 et mort dans la même ville le 7 novembre 1932), général major et ambassadeur d'Autriche, chambellan impérial et royal, fils de Constantin de Hohenlohe-Schillingsfürst (1828-1896), et de la princesse Marie zu Sayn-Wittgenstein, dame du palais de l'impératrice d'Autriche (1837-1920),.
Le couple devient parent de trois enfants :
- Elisabeth de Hohenlohe-Schillingsfürst (Vienne 27 septembre 1909 - Mariazell 30 mars 1987), célibataire ;
- Natalie de Hohenlohe-Schillingsfürst (Vienne 28 juillet 1911 - Mariazell 11 mars 1989), célibataire ;
- Friedrich de Hohenlohe-Schillingsfürst (Vienne 18 février 1913 - mort au camp de prisonniers de Twikbuli, près Kutaïs, Caucase, en décembre 1945), célibataire.

### Mort
Veuve depuis 1932, Henriette d'Autriche-Teschen meurt le 2 septembre 1956, à l'âge de 73 ans à Mariazell, où elle est inhumée,. 

## Honneur
Henriette d'Autriche-Teschen est :
- Dame noble de l'ordre de la Croix étoilée, Autriche-Hongrie ;
- Dame d'honneur de l'ordre de Thérèse (Royaume de Bavière).